# Gaststätte Meyer am Boom

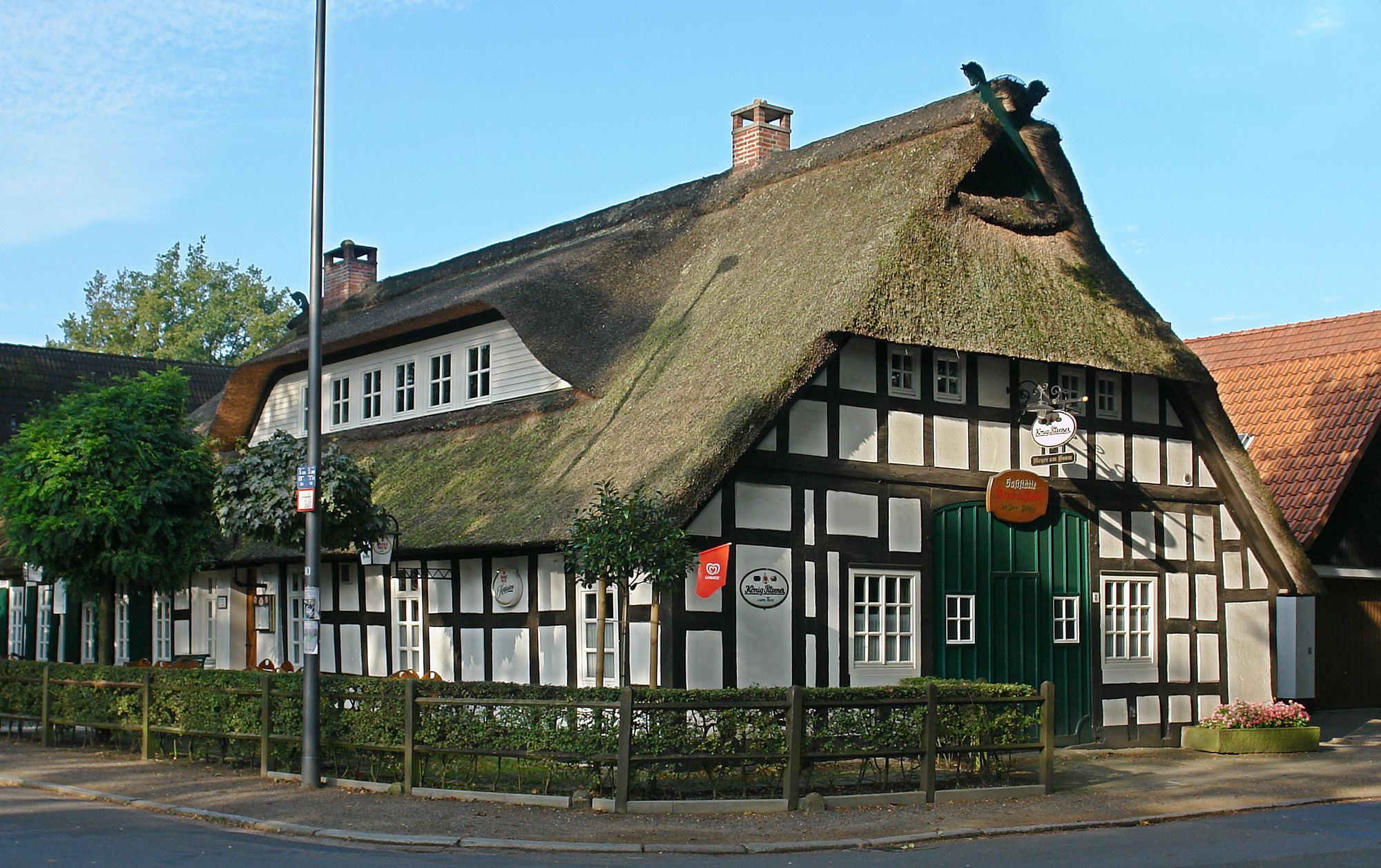
Ehemalige Gaststätte Meyer am Boom (2011, Blick von der Straßenkreuzung Oberneulander Landstraße/Tilingweg bzw. Hodenberger Straße)

Die Gaststätte Meyer am Boom (früher auch Meyer vorm Boom) war eine Gaststätte in Bremen, Stadtteil Oberneuland, Oberneulander Landstraße 8. Der Gaststättenbetrieb wurde 2014 aufgegeben, nachdem das Traditionsgasthaus rund dreihundert Jahre als Familienunternehmen geführt worden war. 
Das Gebäude steht seit 1973 unter Bremer Denkmalschutz.

## Geschichte
Das Gebäude wurde ursprünglich als Bauernhaus um 1720 oder früher im damaligen Dorf Oberneuland (plattdeutsch Överneeland) errichtet. Mindestens seit 1722, nach anderen Quellen seit 1711, besteht dort ein Schankbetrieb. Der Name am Boom (plattdeutsch für ‚am Baum‘) bezieht sich nicht etwa auf einen Baum, sondern auf einen Schlagbaum, der in unmittelbarer Nähe der Gaststätte „die heutige Hodenberger Straße (früher ein Interessentenweg) gegen die Oberneulander Landstraße hin absperrte“. 1760 wurde die Schänke als „Landeskrug“ betrieben. Das langgestreckte Grundstück liegt an der Straßenkreuzung Oberneulander Landstraße/Tilingweg bzw. Hodenberger Straße.
1800 erhielt die Gaststätte als erste in Oberneuland eine Kegelbahn, die als Freiluftanlage errichtet wurde und bei der es nur am Abschlag und für die Kegel eine Überdachung gab. Später wurde die Kegelbahn wieder aufgegeben.
Bis 1874 wurde die Bahnstrecke Wanne-Eickel–Hamburg   und der Bahnhof Bremen-Oberneuland gebaut. Davon profitierte auch die unweit des Bahnhofs gelegene Gaststätte, die über eine noch bestehende Fußwegverbindung zwischen Bahnhof und Tilingweg entlang der Bahnstrecke erreichbar war.
Die Gaststätte wurde durchgehend von ein und derselben Eigentümerfamilie betrieben. Markenzeichen der Traditionsschänke waren „die Bewahrung des ursprünglichen Charakters und eine konsequent gutbürgerliche Küche“. Die Inneneinrichtung der Gasträume – „vom Plüschsofa bis zur Wanduhr“ – war überwiegend antik und erinnerte an eine ländliche „gute Stube“. Der von Hermann Meyer 1950 angeschaffte Bier- und Schnapstresen wurde in den 1980er Jahren originalgetreu nachgebaut.
Bis in die 1960er und 1970er Jahre wurde die Gaststätte –  lange die „einzige Kneipe in Bremen ohne Telefon“ – überwiegend von den umliegenden Landwirten als Treffpunkt genutzt, und später auch von Gästen der gehobenen Schichten.

Seit Aufgabe des Gaststättenbetriebs wird das Gebäude als Wohnhaus genutzt.

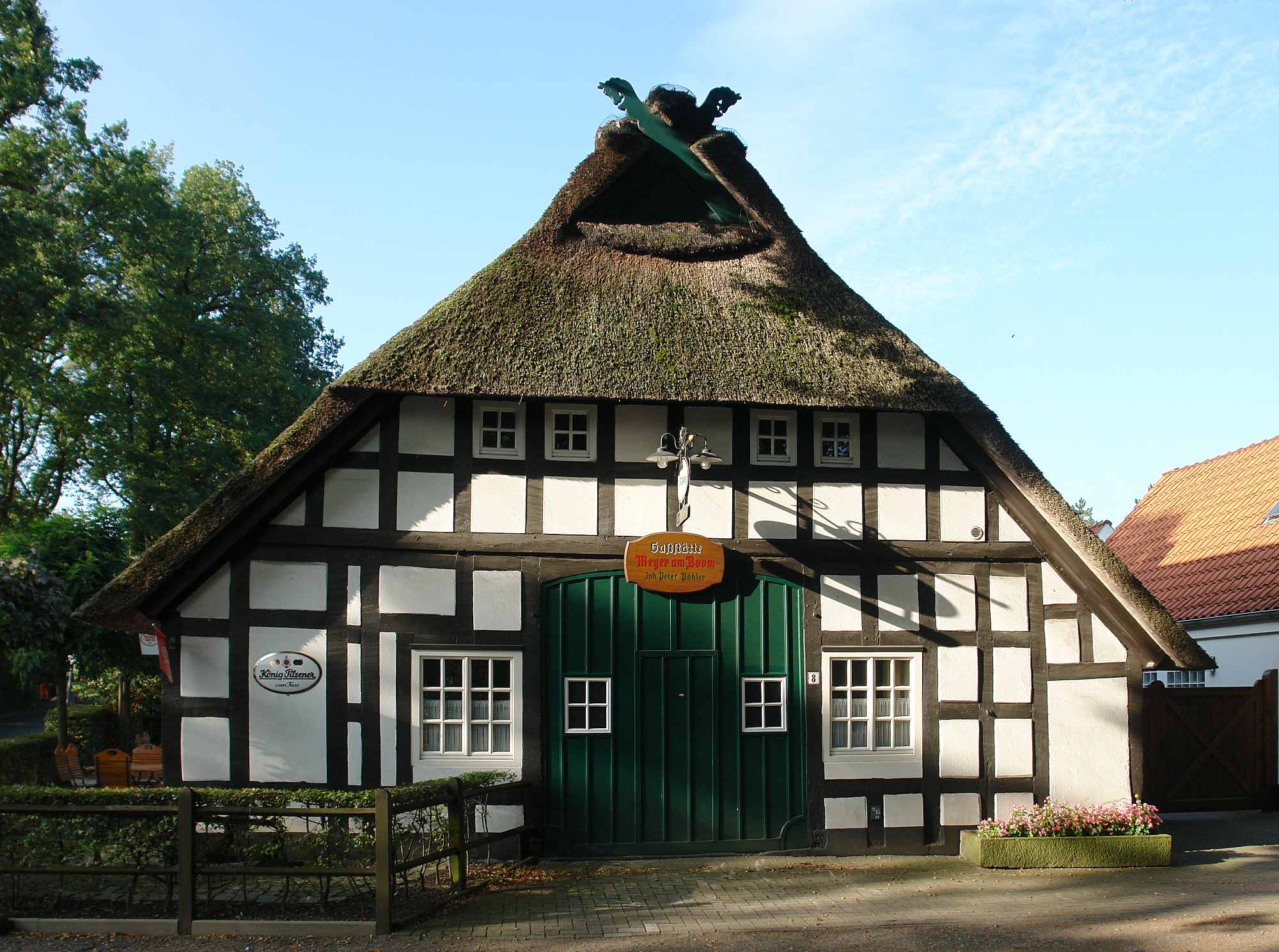
Giebelseite an der Oberneulander Landstraße (2011)

Das ursprünglich als Bauernhaus dienende Gebäude wurde in der Bauweise des regional typischen niederdeutschen Hallenhauses erstellt. Es wurde vermutlich Anfang des 18. Jahrhunderts errichtet; die Fertigstellung wird nach verschiedenen Quellen um 1720 oder früher, teils auch vor 1711 datiert. Das Gebäude gehört dem in der Bremer Gegend fast ausnahmslos dominierenden Haustyp des Zweiständerbaus mit seitlichen Ankübbungen an. Das Fachwerk weist – in orts- und zeitüblicher Weise – ausgemauerte und verputzte Gefache auf. Das Dach ist als Krüppelwalmdach ausgebildet und zeigt noch die mittlerweile selten gewordene, charakteristische Reetdeckung; die Windbretter an den Giebelspitzen sind mit Pferdeköpfen verziert.